# H.C. Lumbye
Hans Christian Lumbye (født 2. maj 1810 i København, død 20. marts 1874 smst) var en dansk komponist og dirigent.
Som komponist var Lumbye den første, som for alvor skrev lettere underholdningsmusik i Danmark. Han blev den danske repræsentant for wienermusikken og er blevet kaldt "den danske Johann Strauss". Den samlede produktion nåede op på flere hundrede værker. Champagnegaloppen og Københavns jernbanedampgalop hører til de mest kendte. Foruden galopper skrev Lumbye polkaer, marcher, valse og andet. Desuden skrev han musik til blandt andet Bournonvilles balletter.
Som dirigent var Lumbye især knyttet til Tivoli, hvor han gav faste koncerter. Desuden rejste han rundt både i og uden for Danmark med sit orkester og blev overalt velvilligt modtaget.

## Liv

### Barndom
H.C. Lumbye blev født den 2. maj 1810 i København. Hans far, Rasmus Hansen Lumbye, var vagtmester og kom fra landsbyen Lumby lidt nord for Odense. Moderen var fra Malmø. Da faderen flyttede rundt i landet til Randers og til Odense, fulgte sønnen med.I 1816, da Hans Christian var seks år, blev Rasmus Hansen forflyttet til Randers med sit kompagni. Det var vinter. På sejlturen over Storebælt blev den lille dreng efter sigende syg og blev skadet på begge ører. Det skulle have medført, at han næsten mistede hørelsen som ældre.
"Tidlig havde han faaet Musikundervisning og hans Talent for at skrive Marscher og Smaasange havde givet sig til Kende."

### Militærmusiker
I Randers lærte H.C. Lumbye at spille violin. I 1821, da han var 11 år, blev hans far forflyttet til Odense. Her lærte Lumbye at spille trompet og blev som 14-årig militærmusiker lige som Carl Nielsen ca. 50 år senere. Lumbye blev musiker ved dragonerne. Stadsmusikanten blev opmærksom på hans musikalske evner og gav ham undervisning i teori, og han begyndte på egen hånd at komponere små sange og marcher. I 1829 ansøgte han om at blive forflyttet til København. Han blev trompeter ved Hestgarden der. Når Lumbye havde fri fra tjenesten i Hestgarden, spillede han til dans under Københavns privilegerede stadsmusiker, Füssel. Han fortsatte sin virksomhed som komponist, skrev en mængde dansemusik og blev efterhånden meget søgt som orkesterleder ved baller i den fornemme verden.

### Eget orkester
Et afgørende vendepunkt i hans udvikling kom, da et steiermarksk (østrigsk) orkester i 1839 introducerede Joseph Lanners og Strauss' danse til københavnerne. Opildnet af disse koncerter kastede han sig end ivrigere og mere bevidst over dansemusiken, samlede sig et eget lille orkester og gav soiréer i Hotel d’Angleterre, hvor hans egne og de tyske valsekomponisters frembringelser stod på programmet. Disse soiréer blev en yndet adspredelse for københavnerne, det er dem, hvortil der sigtes i Emilies Hjærtebanken ("Forleden min Tante til Lumbye tog mig hen").

### Tivoli
I 1843 åbnede Tivoli, og Lumbye fik tilknytning hertil fra begyndelsen. Manden, der fik ideen, hed Georg Carstensen. Han anlagde forlystelsesparken på de gamle volde uden for byen. I havens koncertsal spillede Lumbye med sit orkester. Når Tivoli var lukket, spillede Lumbye med sit eget orkester til bal og teater i København, eller de tog på koncertrejser i Danmark eller til udlandet.
Da Tivoli åbnedes 1843, fulgte det næsten af sig selv, at Lumbye kom i spidsen for koncertsalens orkester — og fra nu af steg hans popularitet i den grad, at han for det brede publikum blev den mest kendte og skattede repræsentant for dansk musikliv. Foruden at opføre sine egne kompositioner — der i Tivoli-årene forøgedes fra sæson til sæson, en tid lang endog ifølge kontrakt fra uge til uge — og at spille Lanners, Straussernes og andre fremmede dansekomponisters frembringelser optoges Lumbye efterhånden også af at fremføre de mere let tilgængelige værker af musikens klassikere, og ved disse "finere" koncertaftener, der fra 1848 fik deres faste ugedag, opfyldte han noget af en mission, lige som hans velindspillede orkester (som omtalt) kunne blive stammen i det senere Gadeske (Musikforeningen). Til Tivoli-aftenerne knyttede sig nogle af Lumbyes største successer således den næsten verdensberømte Champagne-Galop, der første gang spilledes 1845, og Drømmebilleder, der fremkom det følgende år.
I 1847 blev Lumbye og Tivolis direktion indstævnet af Københavns stadsmusikant Carl Gottlob Füssel for brud på dennes eneret til at levere dansemusik i København. Men Füssel tabte sagen, og Lumbye kunne fortsætte sin succes. Lumbyes orkester voksede i takt med dets anseelse. Ret hurtigt tog det også lettere symfonisk musik på programmet, og Lumbyes musikere udgjorde efter 1850 også grundstammen i Musikforeningens orkester under ledelse af Niels W. Gade.
I vintrene 1844-46 besøgte han med orkestret Paris, Wien og Berlin. I 1850 tilbragte han fem måneder i Sankt Petersborg; senere har han atter besøgt Paris, Berlin og Hamborg samt Stockholm. Overalt fulgte heldet ham; han anmeldtes med al hæder af Berlioz, komplimenteredes af Meyerbeer og kaldtes af kritikken "Nordens Strauss" eller "Strauss’ jævnbyrdige" — betegnelser så anerkendende som i de dage nogen dansekomponist kunne forlange dem.
Også de større byer i Danmark nød godt af hans besøg. Lumbyes orkester eksisterer i dag: om sommeren hedder det Tivolis Symfoniorkester, om vinteren hedder det Sjællands Symfoniorkester.

### Sidste tid
Af offentlige udmærkelser nød han ikke mange; som tidligere medlem af hærens underklasser kunne han ikke opnå mere end Dannebrogsmændenes Hæderstegn og Krigsrådstitlen, hvorimod den svenske konge sendte ham Vasaordenens ridderkors.
Da han for frit og uhindret at kunne dyrke sin kunst tog sin afsked fra militærtjenesten, fik han som en særlig gunst af kongen lov til at beholde sin fulde gage som pension.
I 1872 måtte Lumbye stoppe som dirigent i Tivoli. Han havde ikke flere kræfter, og hans hørelse var dårlig. I maj 1873 sad han og dirigerede Champagnegaloppen for sidste gang ved en koncert.
I Tivoli dirigerede Lumbye til 1872 — i de sidste år havde åndelig og legemlig svækkelse, ikke mindst en voksende tunghørhed, vanskeliggjort ham at fylde sin plads, men han var i den grad indlevet med den, at han kun nødig og næsten nødtvungen forlod den.
H.C. Lumbye døde i København den 20. marts 1874.

## Familie
Lumbye var to gange gift.
Den 16. maj 1832 ægtede han Georgine Marie Hansine Hoff (datter af skomagermester Hoff). De fik to sønner, Carl og Georg, og tre døtre, Caroline, Julie og Amalie. Både Carl og Georg komponerede, spillede og dirigerede i Tivoli. Flere andre af hans efterkommere gjorde sig gældende inden for musikken, bl.a. børnebørnene Georg Høeberg, som blev dirigent for Det Kongelige Kapel, og Tippe Lumbye, der en overgang dirigerede Tivolis orkester. Caroline og Julie blev skuespillere. Caroline kunne også komponere og digte sange.
Efter Georgines død ægtede han 21. december 1872 Anna Helene Jønsson (datter af snedker J. Jønsson), der overlevede ham som enke.

## Musikken
Lumbye har skrevet mere end 700 stykker musik. Han hører til de meget få danske komponister, hvis musik er kendt og spillet i andre lande. Hvor Strauss'erne og Lanner i Wien mest skrev valse, komponerede Lumbye også en mængde galopper, mazurkaer, polkaer og marcher foruden længere divertissementer og fantasier. Han komponerede også musik til balletter på Det Kongelige Teater og musik til skuespil, blandt andet af H.C. Andersen.
Blandt hans utallige kompositioner kan nævnes "Døblers Zauber-Galop", "Storm-Galop", "Manøvre-Galop", "Bouquet royal-Galop", "Nordiske Fostbrødre-Galop", "En Tur paa Dyrehavsbakken" og mange flere, men frem for alle dog den verdensberømte "Champagne-Galop" fra 1846; af valse kan nævnes: "Krolls Ballklänge" og "Amelie-Vals", af polkaer: "Britta-Polka", "Amager-Polka", "Petersborgerinden" og "Otto Allins Tromme-Polka", "Københavns Jernbanedampgalop", af marcher: "Frederik VII’s Honnørmarch", "Christian IX’s Honnørmarch" og Carl XVs Honnørmarch". Lumbye bidrog med dele af musikken til Bournonvilles balletter, fx i balletten "Napoli" (1842) og Livjægerne paa Amager (1871), i balletten "Fjærnt fra Danmark" "Indianer-Galoppen" er finalen af Lumbye. Endvidere har han skrevet flere fantasier og divertissementer for orkester, navnlig de 2 populære: "Drømmebilleder" og "Drømmen efter Ballet". Til visse teaterstykker, således "Berthas Klaver" og "Den sidste Nat", har han ligeledes skrevet musikken.
Musikstykket over alle andre er Champagnegaloppen, men også andre numre af den lange række spilles og huskes: Koncertpolka for 2 violiner (uropført af hans to sønner), Krolls Balklange, Salut for August Bournonville, Brittapolka, "Amelievals" og Columbine polka mazurka.
Lumbye var hurtig og aktuel. Han skrev musik, når der skete noget spændende. Og han skrev musik til ære for kongelige og andre, som han ville glæde. Næsten hundrede af hans melodier har pigenavne.
Hans orkester havde en anden besætning sammenlignet med et moderne koncertorkester: Strygergruppen var ret lille og blæsergruppen stor. Ydermere anvendte Lumbye flittigt en række usædvanlige instrumenter som klokker, citar, lydmaskiner og xylofon.
Man har kaldt Lumbye for Nordens Strauss. Det fortælles at Strauss den ældre overværede en af Lumbyes koncerter i Wien i 1844, måske for at pibe ham ud, men han overgav sig og gav udtryk for sin begejstring. Den franske komponist Hector Berlioz citeres for: ”Hans valse er ikke alene tiltrækkende og smukke, men tillige velskrevne og godt instrumenterede, uden … charlataneri.” Så sandheden er, at Lumbye var inspireret af Strauss, men udmøntede sin inspiration på andre måder end wienerne. Visse kilder antyder, at Lumbye var en ringere musiker og komponist, fordi hans uddannelse var mangelfuld, men hans orkester var godt nok til at danne grundstammen i Københavns første symfoniorkester sammen med Det Kongelige Kapel.

## Hæder
Lumbye blev Dannebrogsmand 1851 og krigsråd 1860.

## Gengivelser
- Portrætmaleri af Leopold Hartmann 1861 (Tivoli)
- Litografi 1844, af A. Toller 1846, 1852 og 1859 efter fotografi; efter sidstnævnte litografi og xylografi 1860 og 1864.
- Stengravure 1864
- Afbildet på xylografi af familien Lumbye 1866
- Litografi 1866, efter dette xylografi 1871
- Litografi 1871
- To xylografier 1872
- Xylografi af H.P. Hansen
- Tegning af C.M. Tegner og af Frederik Andersen (Det Kongelige Bibliotek)
- Linoleumssnit af K.J. Almquist 1942
- Fotografi
- Medalje af Fritz Schmahlfeld 1862
- Buste af Axel Frederik Pacht 1874 (Tivoli; på graven)
- Skitse af Svend Rathsack 1929-30 til statue 1930 (Tivoli)

## Film
I 1938 gav Champagnegaloppen inspiration til en film instrueret af George Schnéevoigt og med Svend Methling i rollen som Lumbye. Blandt de andre medvirkende var John Price og Ellen Gottschalch. I 1960 blev filmen genindspillet til TV med Palle Huld som Lumbye. Filmen handler om kærlighedsforviklinger i og omkring Lumbyes orkester, mens Lumbye er en kransekagefigur og et påskud til at bruge hans musik.